# St. Martin und Nikolaus (Farchach)

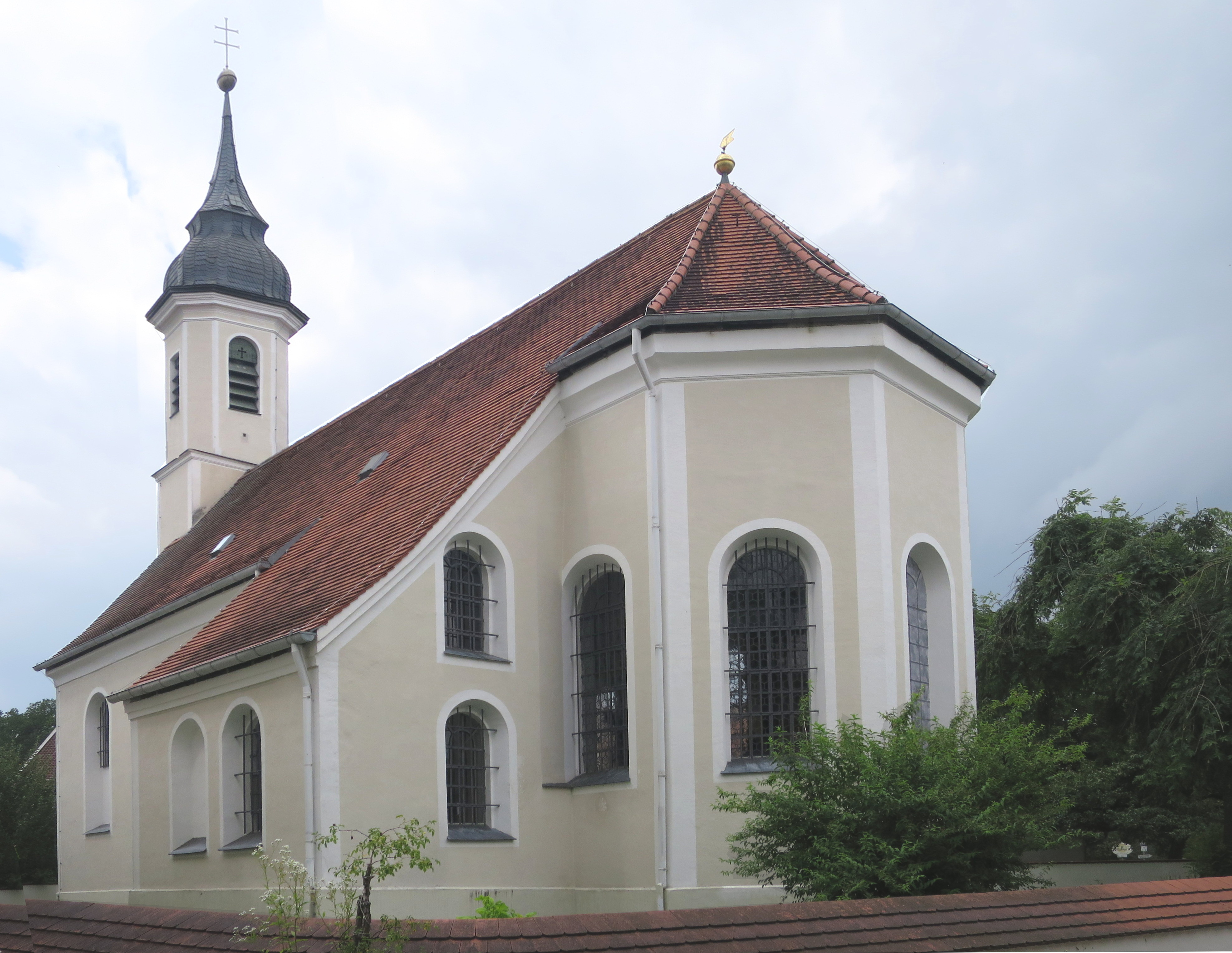
St. Nikolaus und St. Martin in Farchach

St. Martin und Nikolaus ist eine römisch-katholische Filialkirche in Farchach, einem Gemeindeteil von Berg am Starnberger See.

## Geschichte

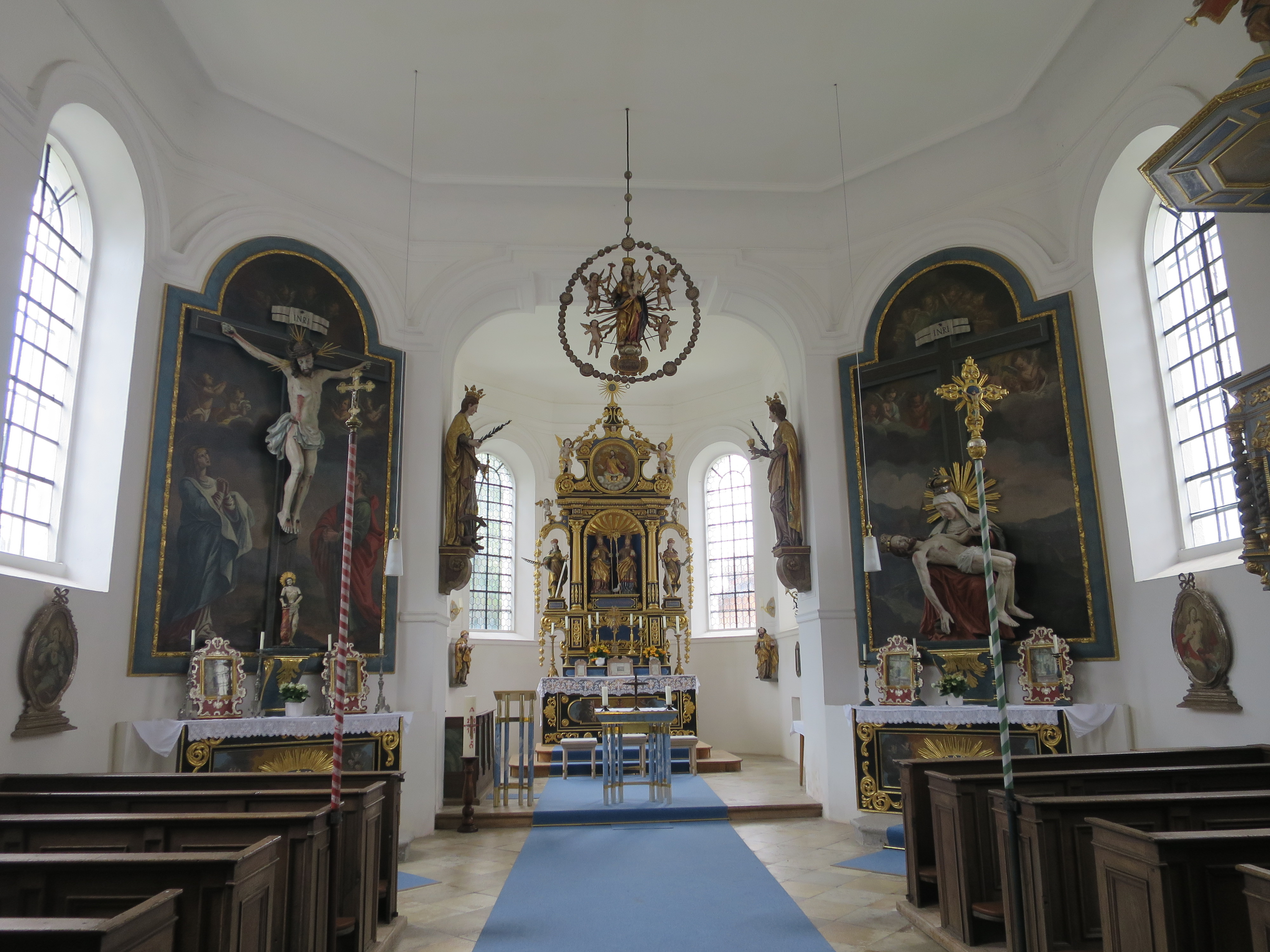
Blick zum Altar

Eine erste Kirche in Farchach ist als Filiale von Aufkirchen für das Jahr 1315 erwähnt. Wann die erste Kirche am aktuellen Standort erbaut wurde, ist nicht nachzuweisen. Anfang des 18. Jahrhunderts wurde die Kirche renoviert, barockisiert und erhielt ihr heutiges Aussehen. Gesichert ist nur 1719 als Jahr der Altarweihe. Die Glocken wurden während des Zweiten Weltkriegs eingeschmolzen. Schon 1950 wurden feierlich zwei neue Glocken eingesetzt. In den Jahren 1990 bis 1994 wurde die Kirche erneut renoviert.
Die Kirche gehört zum Pfarrverband Aufkirchen und dem Erzbistum München und Freising.

## Ausstattung
Die einschiffige Kirche ist nach Osten ausgerichtet und hat auf einem Satteldach einen vorgestellten Westturm mit Zwiebelhaube. Im Zentrum des dreiseitig geschlossenen Chors steht der Hauptaltar von 1679 mit Statuen der Patrone St. Nikolaus und St. Martin (beide um 1520) in der großen Muschelnische in der Mitte. Die Figuren auf den Auslegern des Altars stellen die Heiligen Paulus und Johannes Evangelist mit Fürstenhüten (um 1660) dar. An den Seitenwänden des Chors hängen Bilder der heiligen Anna und des heiligen Josef aus Weilheimer Produktion aus der Mitte des 18. Jahrhunderts. An der Südwand der Kirche ist ein Votivbild einer Familie Adler von 1584 angebracht und vor dem Chorbogen hängt eine Rosenkranzmadonna aus dem 17. Jahrhundert. Die Seitenaltäre an den Ecken des Langhauses sind ohne Retabel und zeigen plastische Szenen (Kreuzigung Jesu und Vesper) aus der ersten Hälfte des 17. Jahrhunderts. An der Nordwand befinden sich die Figur eines sitzenden Bischofs und zwei Tafelbilder aus der Martins- und der Nikolauslegende. Sie entstanden um 1480 und standen bis 1582 in der Nikolaikapelle auf dem Haberfeld in München (heute Alte Akademie). Die Figuren am Chorbogen zeigen die heilige Barbara und die heilige Katharina; sie waren um 1620 von Christof Angermair ursprünglich für Mariä Himmelfahrt in Aufkirchen geschaffen worden. An den Seitenwänden befindet sich jeweils ein Herz-Maria- und ein Herz-Jesu-Bild.

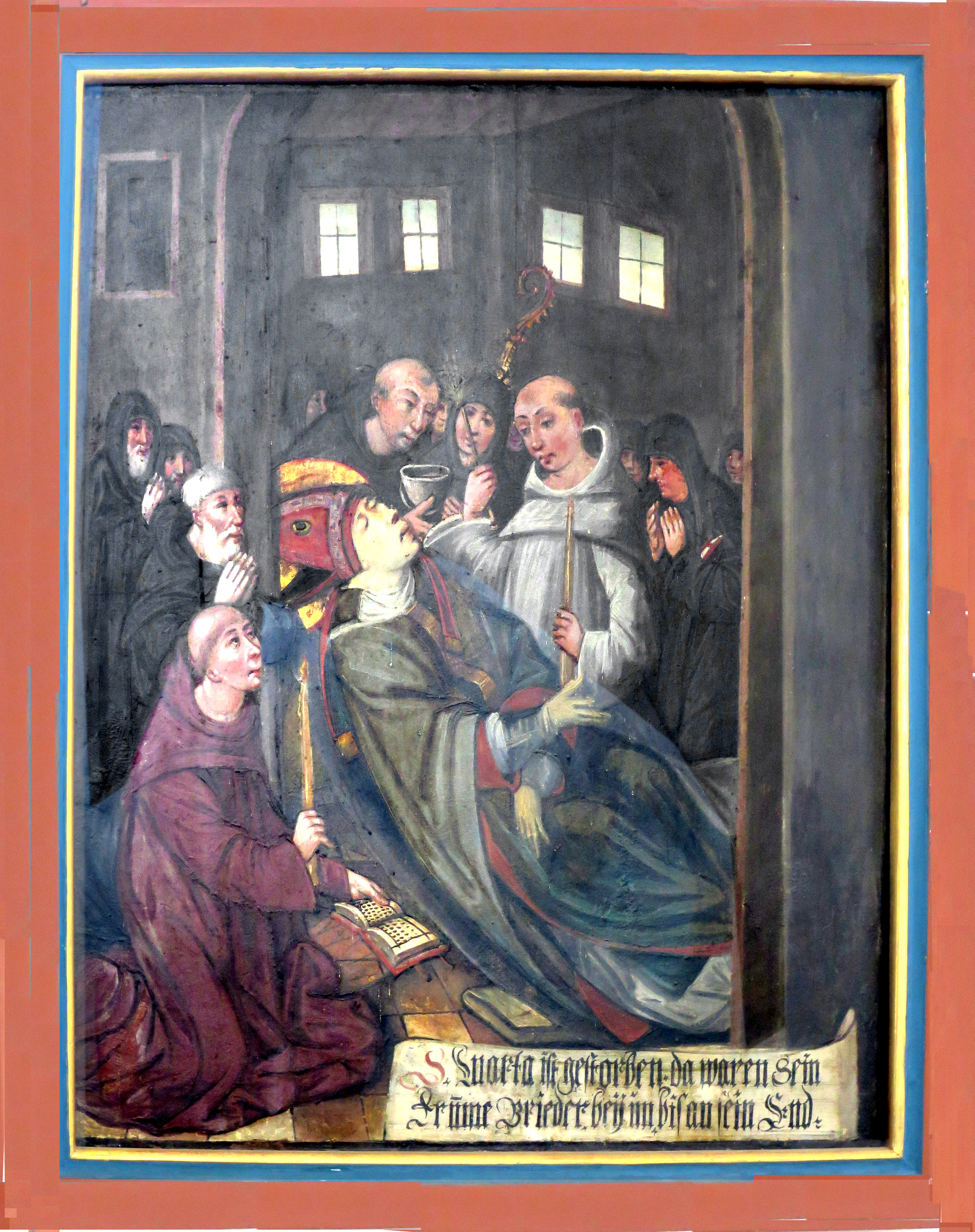
Szene aus Martinslegende
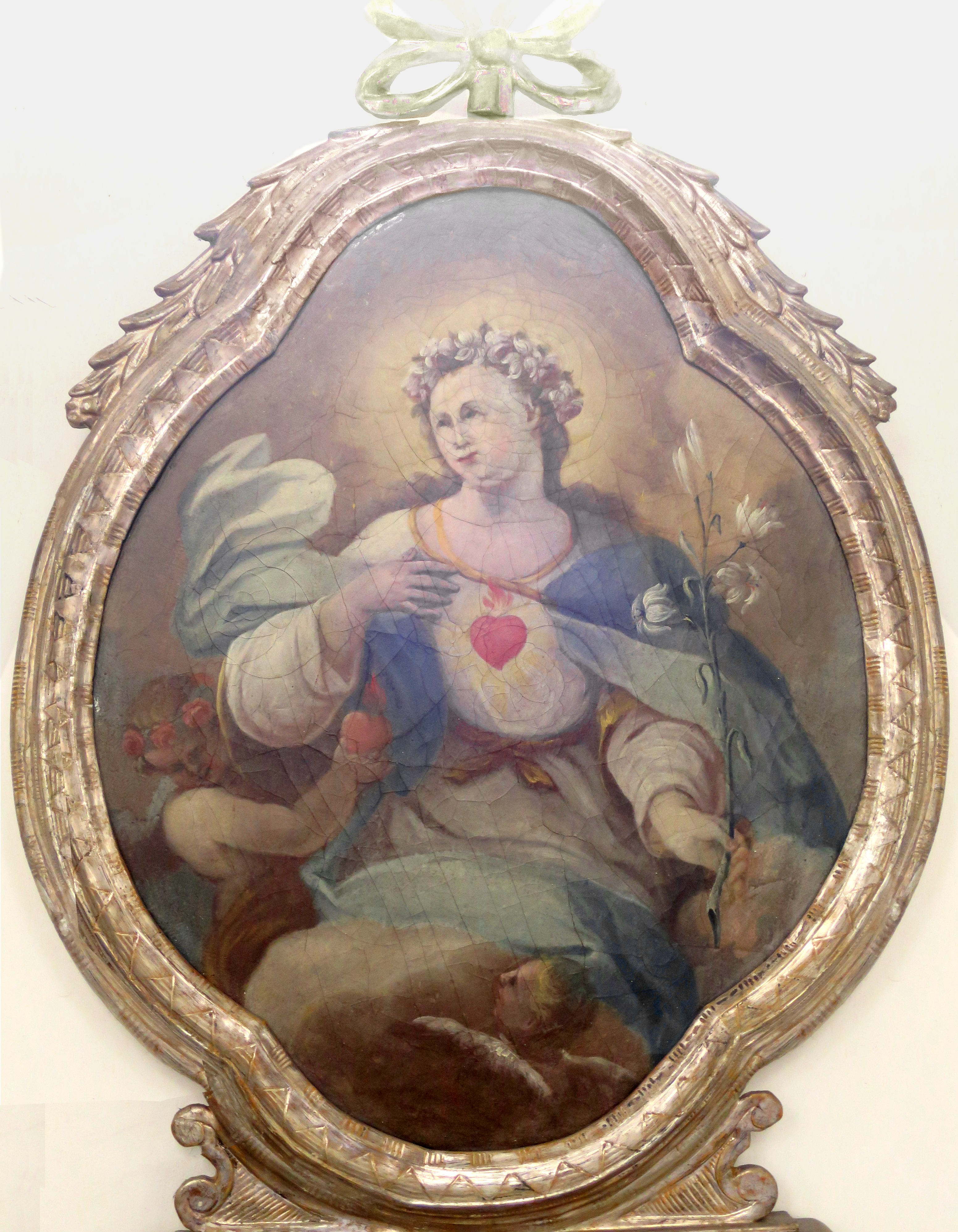
Herz Maria
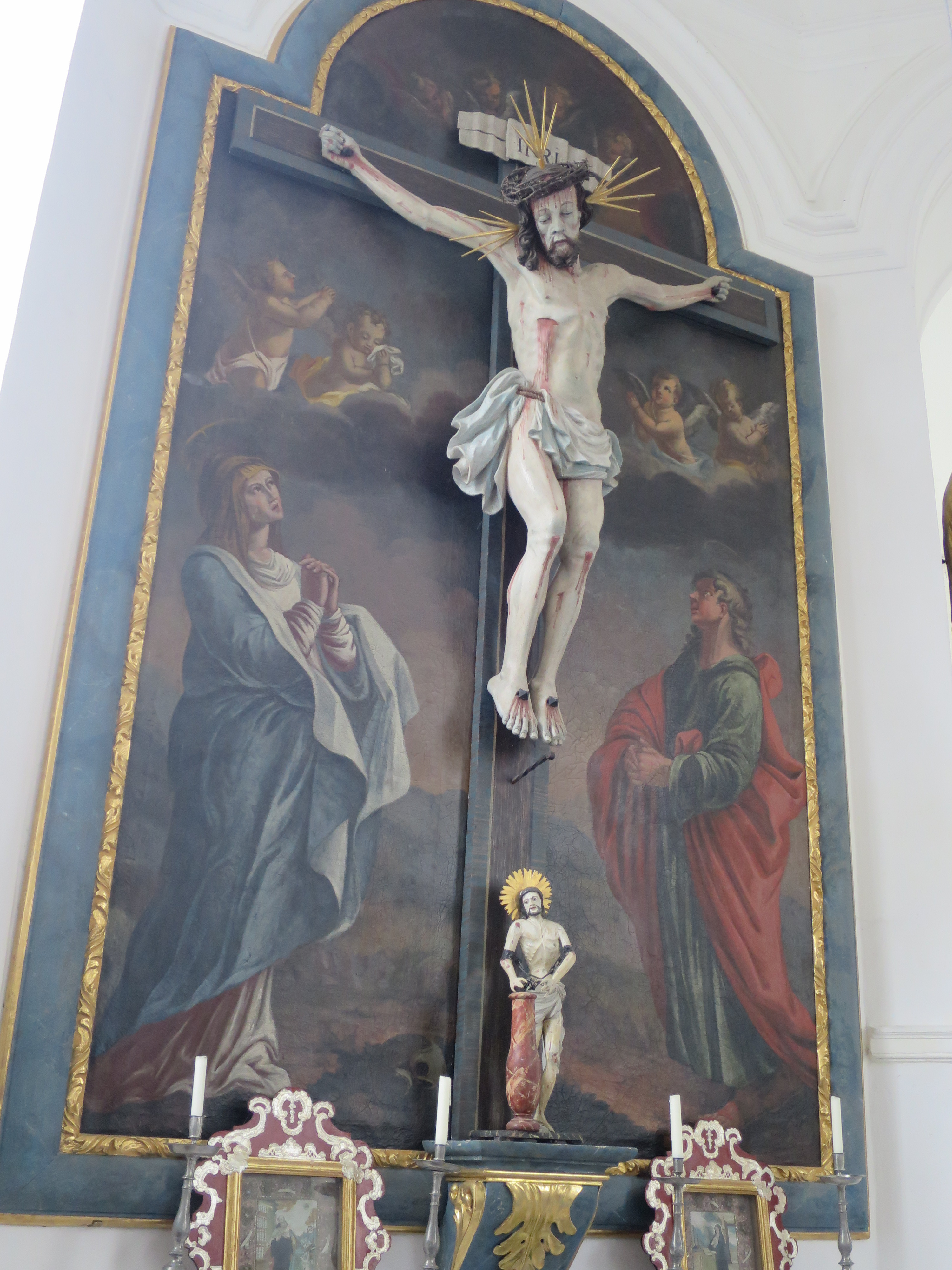
Kreuzigung Jesu
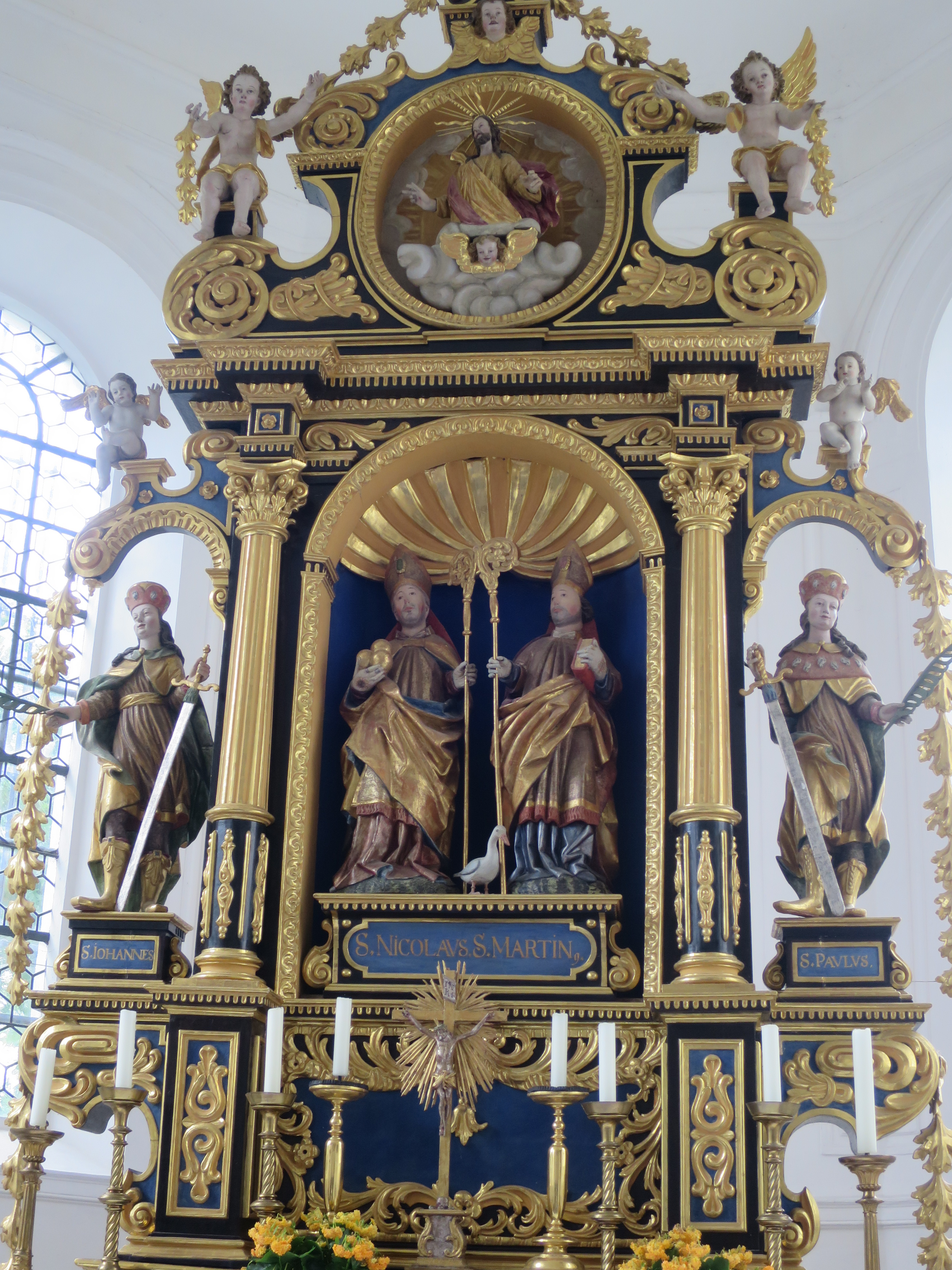
Hauptaltar mit Patronen
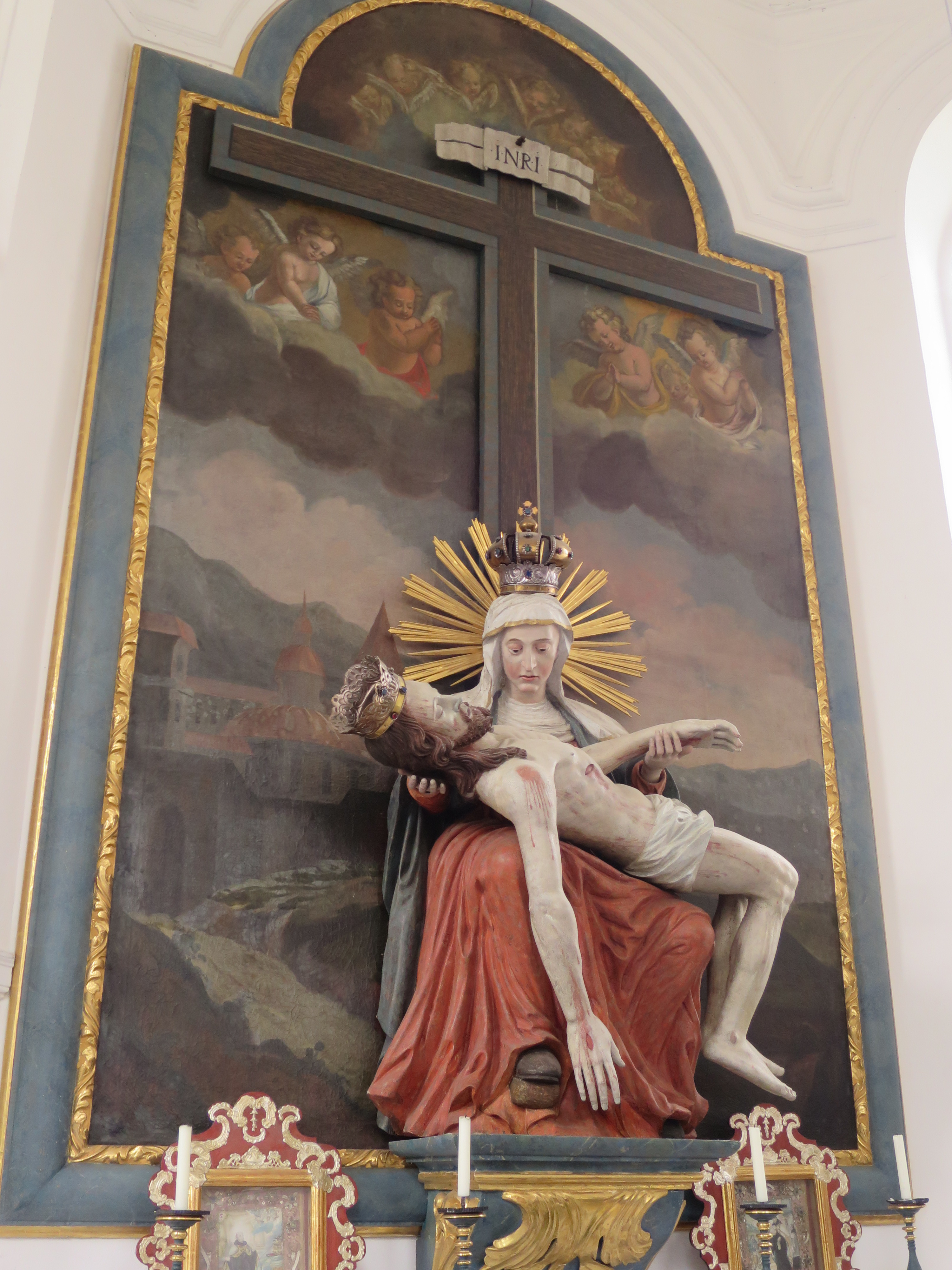
Kreuzabnahme Jesu
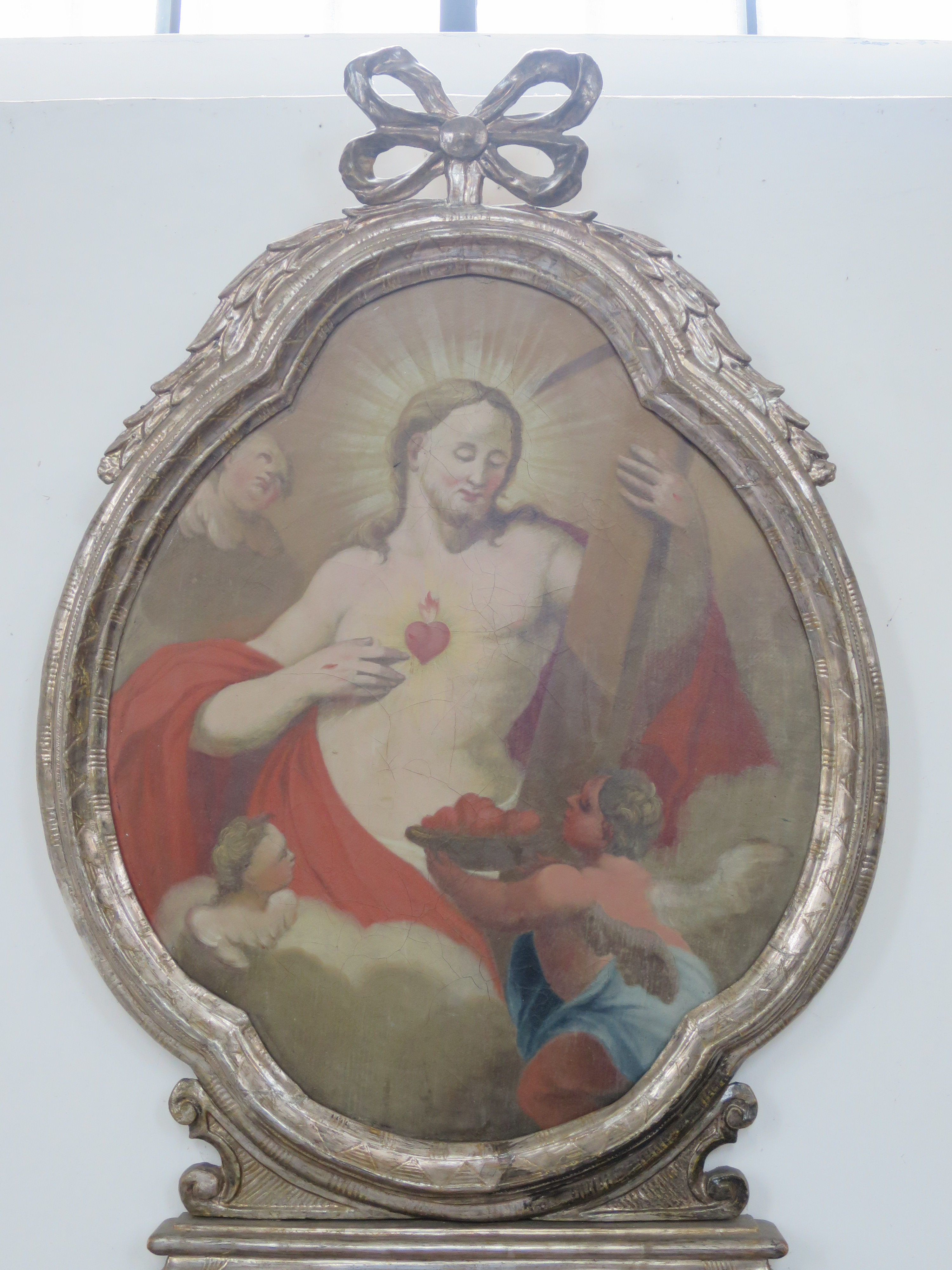
Herz Jesu
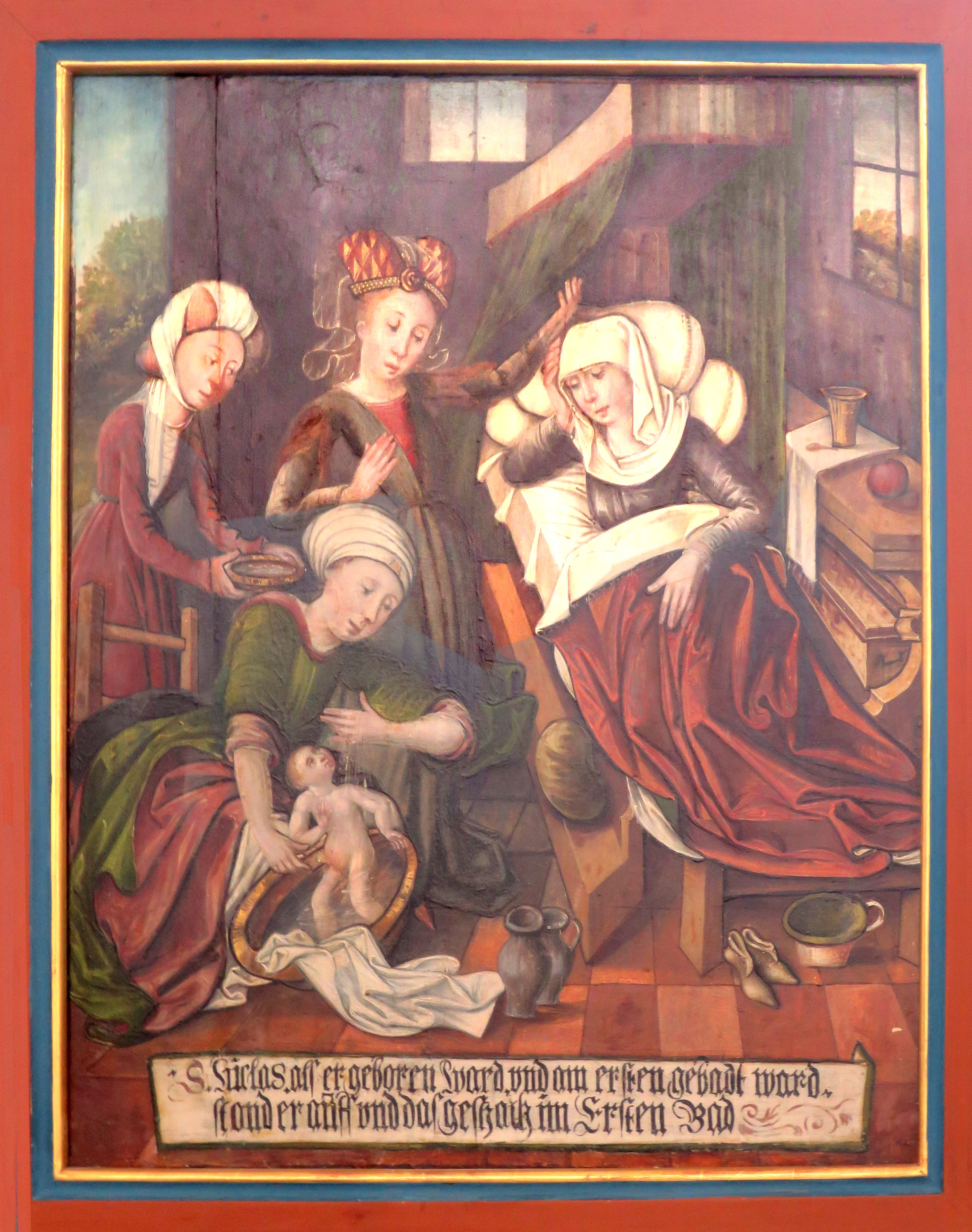
Szene aus der Nikolauslegende